# Сера ди Сопра (Римини)
Сера ди Сопра је насеље у Италији у округу Римини, региону Емилија-Ромања.
Према процени из 2011. у насељу је живело 71 становника. Насеље се налази на надморској висини од 304 м.